# راهنمای مسافران مجانی کهکشان (رمان)
راهنمای مسافر مجانی کهکشان (به انگلیسی: The Hitchhiker's Guide to the Galaxy) اولین کتاب از پنج کتاب کمدی علمی تخیلی کتاب راهنمای مسافران کهکشان است که توسط داگلاس آدامز نوشته شده‌است. (ششمین کتاب توسط این کالفر نوشته شده‌است). رمان اقتباسی از چهار قسمت برنامهٔ رادیویی آدامز با همین نام است و اولین بار در ۱۲ اکتبر ۱۹۷۹ در لندن منتشر شد. در سه ماه اول ۲۵۰۰۰۰ جلد از کتاب به فروش رفت.
کتاب از کتاب تخیلی و هم اسم خود راهنمای مسافران به اروپا که به شکل یک دائرةالمعارف منتشر شده الهام گرفته‌است.

## داستان
داستان از آنجا آغاز می‌شود که مأموران یک شرکت ساختمانی می‌خواهند منزل آرتور دنت را خراب کنند چراکه بر سر راه یک بزرگراه که قرار است به‌زودی ساخته شود قرار گرفته‌است؛ ولی دنت با دراز کشیدن در مسیر بولدوزرها از این کار جلوگیری می‌کند. در این هنگام، فورد پِرِفِکت که دوست آرتور است (و در اصل از سیاره‌ای دیگر برای تحقیق به زمین آمده) به دیدن او می‌آید تا به او هشدار دهد که دنیا در حال تمام شدن است؛ و چند دقیقه بعد آسمان ابری می‌شود و گردبادهایی به وجود می‌آیند و صدایی بلند و رسا در سراسر زمین شنیده می‌شود که می‌گوید زمین بر سر راه نقشهٔ بزرگ‌راهی که قرار است از منظومهٔ شمسی بگذرد قرار گرفته و به‌زودی نابود می‌شود. چند دقیقه بعد، درست پیش از نابود شدن زمین، فورد موفق می‌شود تا به همراه آرتور با وسیله‌ای که دارد به یکی از سفینه‌های وُگُن‌ها تله‌پورت کند (وُگُن‌ها همان‌هایی هستند که زمین را نابود کردند). وگن‌ها این دو را پیدا می‌کنند و از سفینه بیرون می‌اندازند اما پیش از مردن توسط سفینهٔ فضایی مدرن قلب طلا که زافود بیبلبراکس آن را دزدیده نجات می‌یابند و سپس همگی برای پیدا کردن سیارهٔ افسانه‌ای ماگراتئا عازم می‌شوند که گفته می‌شود مردمانش در میلیون‌ها سال پیش به کار ساختن سیاره‌های سفارشی و لوکس مشغول بوده‌اند.
در ماگراتئا می‌فهمند که نژادی قدیمی در میلیون‌ها سال پیش، کامپیوتری ساخته تا معنای زندگی، جهان و همه چیز را بفهمند. کامپیوتر به آن‌ها عدد ۴۲ را در جواب گفته‌است و سازندگانش مجبور می‌شوند تا برای فهم معنای دقیق پرسشی که جوابش ۴۲ شده یک کامپیوتر بسیار پیشرفته‌تر به شکل یک سیاره طراحی کنند که مشخص می‌شود همان سیارهٔ زمین بوده که کمی پیش‌تر به دست وُگن‌ها نابود شد و در چند میلیون سال اخیر در حال حل پرسش غایی معنای زندگی بوده‌است؛ این در حالیست که تنها ۵ دقیقه برای به‌دست آمدن جواب دقیق پرسش معنای زندگی، زمین و همه چیز زمان مانده بود. آن‌ها پس از این کشف مجبور می‌شوند از دست سفارش دهندگان پیشین سیارهٔ زمین فرار کنند. سفارش دهندگان پیشین زمین می‌خواهند مغز آرتور را که آخرین انسان زنده‌ای است که تا لحظهٔ نابودی زمین در آن بوده را خارج کنند تا شاید مگر جواب پرسش خود را در آن پیدا کنند. پس از فرار همگی به سمت رستورانی در پایان جهان می‌روند تا غذا بخورند.

## افتخارات
- کتاب شماره یک در لیست کتاب‌های پرفروش ساندی تایمز در( سال۱۹۷۹)
- نویسنده از ناشران خود جایزه قلم طلایی را به مناسبت فروش یک میلیون جلد دریافت کرد. (سال۱۹۸۴ )
- در چهارمین لیست صد کتاب برتر قرن از کتاب‌های واتراستون / کانال چهار رتبه ۲۴ را در سال ۱۹۹۶ به‌دست آورد.
- در پژوهش خواندنی برجسته که توسط بی‌بی‌سی برای یافتن مورد پسندترین کتاب ملت صورت می‌گیرد در جایگاه چهارم قرار گرفت. (سال ۲۰۰۳ )